# مقاطعة إنيو (كاليفورنيا)
مقاطعة إنيو (بالإنجليزية: Inyo County)‏ هي إحدى مقاطعات ولاية كاليفورنيا في الولايات المتحدة الأمريكية.

## أعلام
- بيلي ارمسترونغ